# Maakbaarheid
Maakbaarheid is de mate waarin iets gerealiseerd kan worden, zowel fysiek als psychisch. Filosofisch kan maakbaarheid tegenover determinisme gesteld worden. Politiek-sociologisch is de maakbaarheid van de samenleving of de maakbare samenleving de mate waarin de maatschappij door overheidsingrijpen fundamenteel dient te worden veranderd naar de eigen ideologie. Politiek leeft dit idee vooral in het socialisme, liberalisme, sociaaldemocratie, communisme, stalinisme, maoïsme, fascisme en nationaalsocialisme. 
De term wordt in Nederland gebruikt om de in de jaren 1970 gehanteerde standpunten van onder andere PvdA-politici te duiden. Een voorbeeld is de indertijd door Joop den Uyl gepropageerde spreiding van kennis, macht en inkomen. In de jaren 1980 en 1990 raakte, met de nieuwe zakelijkheid en de Derde Weg, het idee in zwang dat de samenleving slechts ten dele maakbaar is en dat de mogelijkheden van overheidsingrijpen beperkt zouden zijn
De wenselijkheid van overheidsingrijpen verschilt ook per economische school. De klassieke school en de Oostenrijkse school zijn voorstanders van een nachtwakersstaat en laisser-faire. Zij schatten de kans op overheidsfalen groter in dan de kans op marktfalen. Dat geldt omgekeerd voor de marxistische school en de keynesiaanse school. Binnen de neoklassieke school zijn er zeer diverse stromingen met zowel voor- als tegenstanders van overheidsingrijpen. De ontwikkelingstraditie en gedragseconomie vallen hiertussen.